# Немачка школа у Београду
Немачка школа у Београду (ДСБ) једина је немачка школа у иностранству у Србији. Чува децу у обданишту и предаје до 12. разреда. Матура се одржава сваке године од школске 2011/12. Школа је основана 1854. године са 23 ученика. Директор је Ралф Наеве у школи предаје 35 наставника. Језик наставе је у основи немачки. Постоје и часови српског као матерњег и српског као страног језика.
Поред опште квалификације за упис у високо образовање (Абитур) након 12 школских година, могу се добити и сведочанство о средњој школи (након 9. разреда) и сведочанство средње школе (након 10. разреда). Све квалификације су признате у Немачкој. Од 30. септембра 2013. године основне и средње школе налазе се у реновираној згради у улици Петра Чајковског на Сењаку. Поред стабала гинкоа и јавора, на локалитету се налазе и два стабла дуда.
Постоје следећи специјализовани кабинети:
- Лабораторија за биологију/хемију
- Лабораторија за физику
- Кабинет за уметност
- Музички кабинет
- Кабинет информатике
- Теретана

Настава се иначе одвија у учионицама које имају савремену техничку и медијску опрему. Школа је важан фактор локације у региону, на пример за српско-немачку привреду, српске и немачке образовне партнере или за српско-немачке политичке и културне институције. Такође је важан образовни партнер за породице из Аустрије и Швајцарске.
Поред тога, ДСБ носи печат квалитета „Одлична немачка школа у иностранству“. Ово је последњи пут потврђено на БЛИ 3.0 у новембру 2021.